# Зеленцов, Валентин Михайлович
Валентин Михайлович Зеленцов (1908—1962) — генерал-майор Советской Армии, участник Великой Отечественной войны, Герой Советского Союза (1945).

## Биография

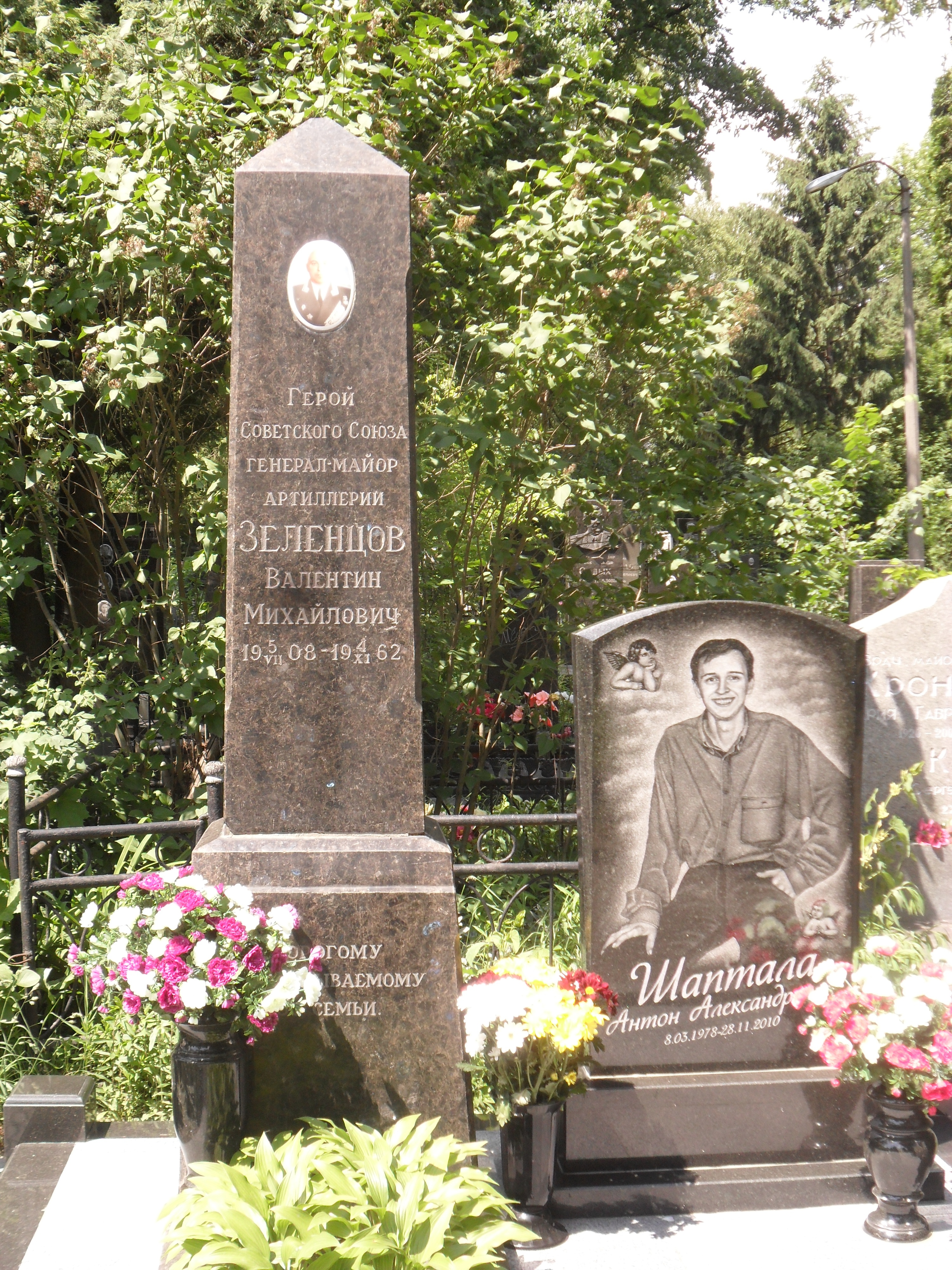
Могила Зеленцова на Лукьяновском военном кладбище Киева.

Валентин Зеленцов родился 5 июля 1908 года в Санкт-Петербурге. Окончил неполную среднюю школу и два курса профтехшколы. В 1925 году Зеленцов был призван на службу в Рабоче-крестьянскую Красную Армию. В 1929 году он окончил Ленинградскую артиллерийскую школу, в 1932 году — фотограмметрические курсы. С июня 1941 года — на фронтах Великой Отечественной войны.
К январю 1945 года гвардии полковник Валентин Зеленцов командовал артиллерией 29-го гвардейского стрелкового корпуса 8-й гвардейской армии 1-го Белорусского фронта. Во время боя на подступах и непосредственно в самой Познани Зеленцов умело организовал действия артиллерии корпуса, благодаря чему та нанесла войскам противника большие потери.
Указом Президиума Верховного Совета СССР от 31 мая 1945 года за «образцовое выполнение заданий командования по уничтожении живой силы и техники противника и проявленные при этом мужество и героизм» гвардии полковник Валентин Зеленцов был удостоен высокого звания Героя Советского Союза с вручением ордена Ленина и медали «Золотая Звезда» за номером 6744.
После окончания войны Зеленцов продолжил службу в Советской Армии. В 1948 году он окончил Высшие академические курсы при Военной академии Генерального штаба. В 1958 году в звании генерал-майора Зеленцов был уволен в запас. Проживал в Киеве. Умер 4 ноября 1962 года, похоронен на Лукьяновском военном кладбище Киева.

## Награды и звания
- Герой Советского Союза. Указ Президиума Верховного Совета СССР от 31 мая 1945 года:
  - медаль «Золотая Звезда» № 6744,
  - орден Ленина.
- Орден Ленина.
- Орден Красного Знамени. Приказ Военного совета Северо-Западного фронта № 475 от 17 июня 1943 года.
- Орден Красного Знамени. Приказ Военного совета 1 Белорусского фронта № 165/н от 8 августа 1944 года.
- Орден Красного Знамени. Приказ Военного совета 1 Белорусского фронта № 575/н от 16 мая 1945 года.
- Орден Красного Знамени.
- Орден Красного Знамени.
- Орден Суворова II степени. Указ Президиума Верховного Совета СССР от 6 апреля 1945 года.
- Орден Кутузова II степени. Указ Президиума Верховного Совета СССР от 18 ноября 1944 года.
- Орден Богдана Хмельницкого II степени. Указ Президиума Верховного Совета СССР от 13 сентября 1944 года.
- Орден Красной Звезды. Указ Президиума Верховного Совета СССР от 3 ноября 1944 года.
- Медали СССР[1].